# Ernest Peirce
Ernest Peirce (* 25. September 1909 in Somerset West; † 23. Januar 1998 in Apache Junction, Vereinigte Staaten) war ein südafrikanischer Boxer.

## Karriere
Peirce nahm 1930 an den British Empire Games in Hamilton teil und gewann dort Bronze im Mittelgewicht. Zwischen 1930 und 1932 konnte er sich jährlich den nationalen Meistertitel sichern. 1932 war er Teil der südafrikanischen Mannschaft bei den Olympischen Spielen. In Los Angeles konnte er zunächst den Kampf gegen den Ungarn Lajos Szigeti für sich entscheiden und verlor anschließend im Halbfinale gegen den späteren Goldmedaillengewinner Carmen Barth. Im Kampf um Bronze war er gegen den Franzosen Roger Michelot per Walkover siegreich. 1933 wechselte er in die Gewichtsklasse Halbschwergewicht und gewann in dieser den südafrikanischen Titel. 1942 beendete er seine Karriere.